# ディザスター (バンド)
ディザスター (Desaster)は、ドイツのブラックメタル/スラッシュメタル・バンド。
同国ブラックメタル系の中で最古参グループの一つ。主に戦争や憎悪、サタニズムをテーマに含んだ歌詞を書いている。

## 略歴

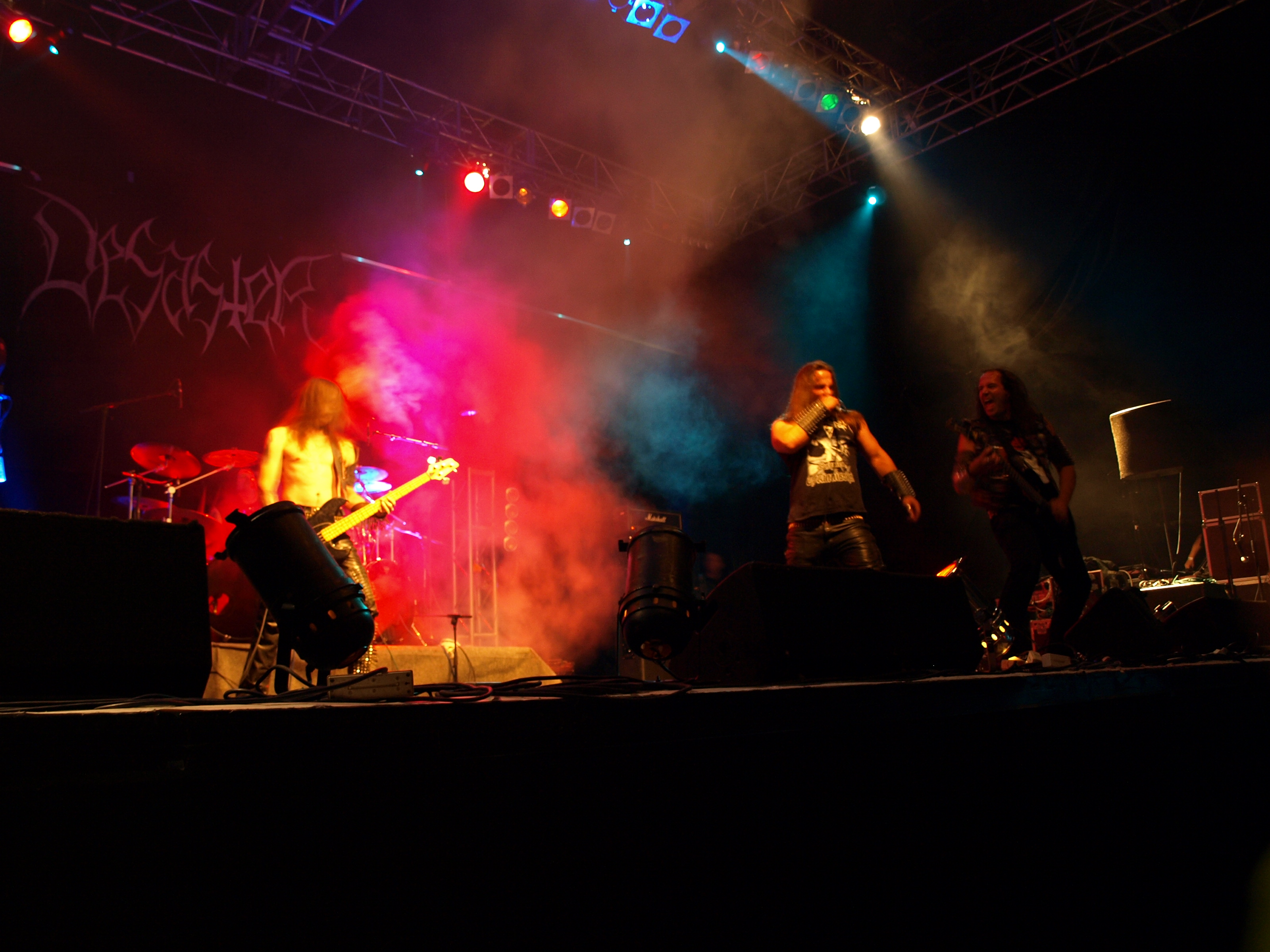
フィンランド・オウル公演 (2008年8月)

1988年に西ドイツ・ラインラント＝プファルツ州・コブレンツ結成された。結成当初は、ヴェノムやヘルハマー、デストラクションの音楽性を標榜していた。特に、デストラクションの楽曲「Total Desaster」（『Sentence of Death』（1984年）収録）はバンド名の由来となった。当初メンバーは、インファーナル (G)、クリエイター・キャシー (B、Vo)、アレックス (Ds)の3名。1989年には初ライヴを行っているが、ラインナップに問題を抱えており、1990年に一度解散した。
1992年にインファーナルによって再度立ち上げられ、オカルト (Vo)とオーディン (B)が加入した。また、ドラマーとしてルギ (Ds)が加入し、1stデモ『The Fog of Avalon』、2ndデモ『Lost in the Ages』をリリースしたが、1994年にはルギが脱退し、トリム (Ds)が加入。1995年に、バイエルン州のブラックメタルバンド・アンゴッドとのスプリットシングル『Desaster/Ungod』をマーシレス・レコードからリリースしデビューした。
1996年にマーシレス・レコードから1stアルバム『A Touch of Medieval Darkness』をリリースした。この頃にはトリムが脱退し、1997年にトーメンター (Ds)が加入している。1998年に2ndアルバム『Hellfire's Dominion』をリリースした。
アイアン・ペガサス・レコードに移籍して2000年に3rdアルバム『Tyrants of the Netherworld』をリリース。2001年夏には、オカルトがバンドを離れることとなったが、間を置かずにサタニアック (Vo)が加入し2002年に4thアルバム『Divine Blasphemies』をリリース。
アメリカ合衆国の大手ヘヴィメタルレーベル・メタル・ブレイド・レコーズに移籍し、2005年に5thアルバム『Angelwhore』をリリース。
2007年に6thアルバム『Satan's Soldiers Syndicate』をリリース。デビュー後から2～3年の間隔を置いてアルバムをリリースしていたが、6thアルバムリリース後からアルバムリリースペースが落ちる。
2012年に7thアルバム『The Arts of Destruction』、2016年に8thアルバム『The Oath of an Iron Ritual』をリリースした。
2018年9月末、22年間ドラマーを務めたトーメンターの脱退が発表された。脱退の原因は、トーメンターがソドムとAsphyxでの活動が忙しいこと、これに加えてトーメンターがルール地方に移住してしまったため、ディザスターのリハーサルなどに長く参加することが困難となったことを挙げている。結局、フルタイムバンドでの活動を続けるため、トーメンターと袂を分かつことになったという。そして、トーメンターの後任にホント (Ds)が加入することも発表された。
2017年6月までにフルアルバム8枚に加えて、ライブ・アルバム4枚（カセットテープ、DVD含む）、スプリット盤6枚、コンピレーション・アルバム3枚、EP盤3枚、シングル盤2枚と多数の音源をリリースしている。

## メンバー

### 現ラインナップ
- サタニアック (Sataniac) - ボーカル (2001-)
- インファーナル (Infernal) - ギター (1988-1990, 1992-)
- オーディン (Odin) - ベース (1992-)
- ホント (Hont) - ドラムス (2018-)

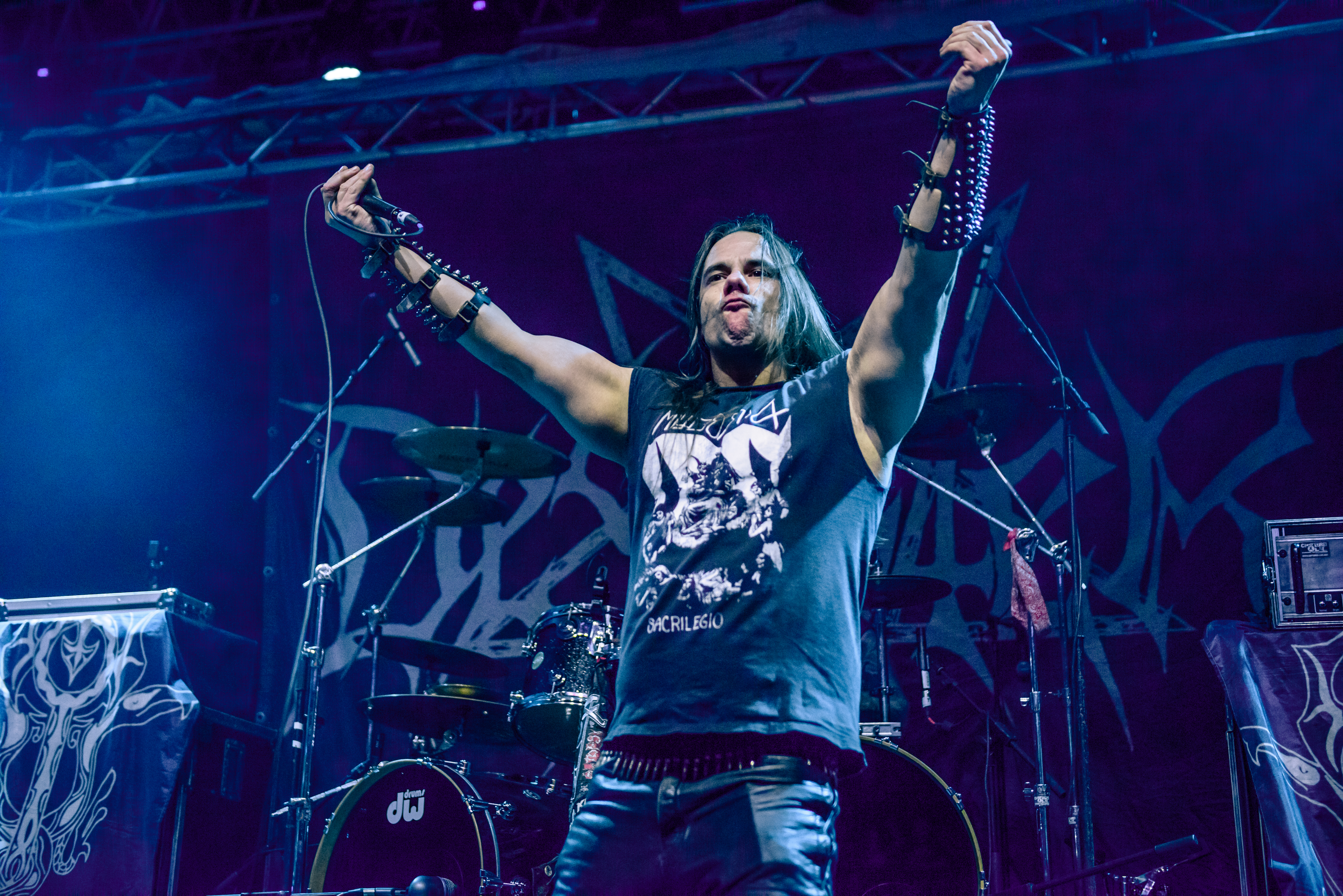
サタニアック(Vo) 2016年
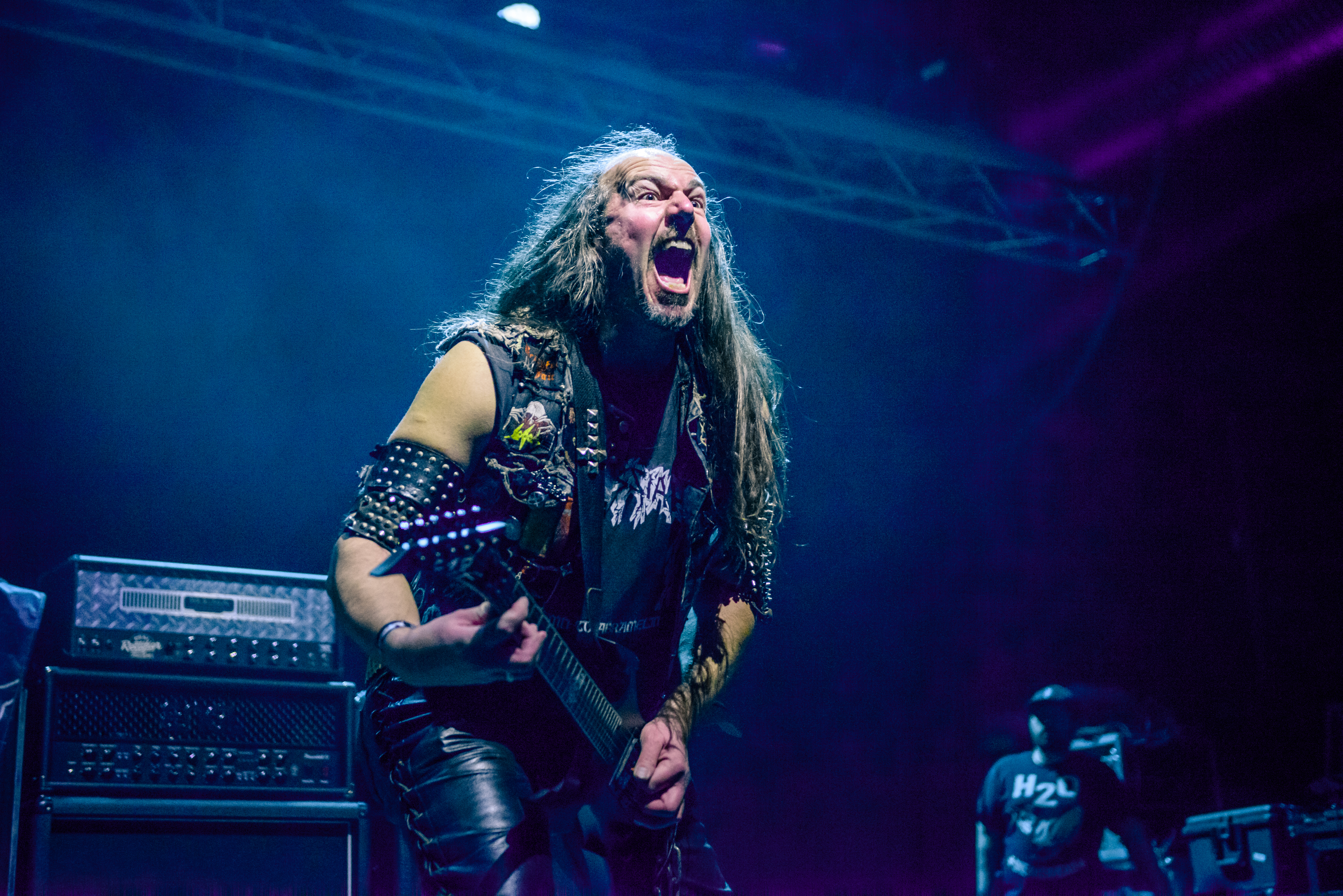
インファーナル(G) 2016年
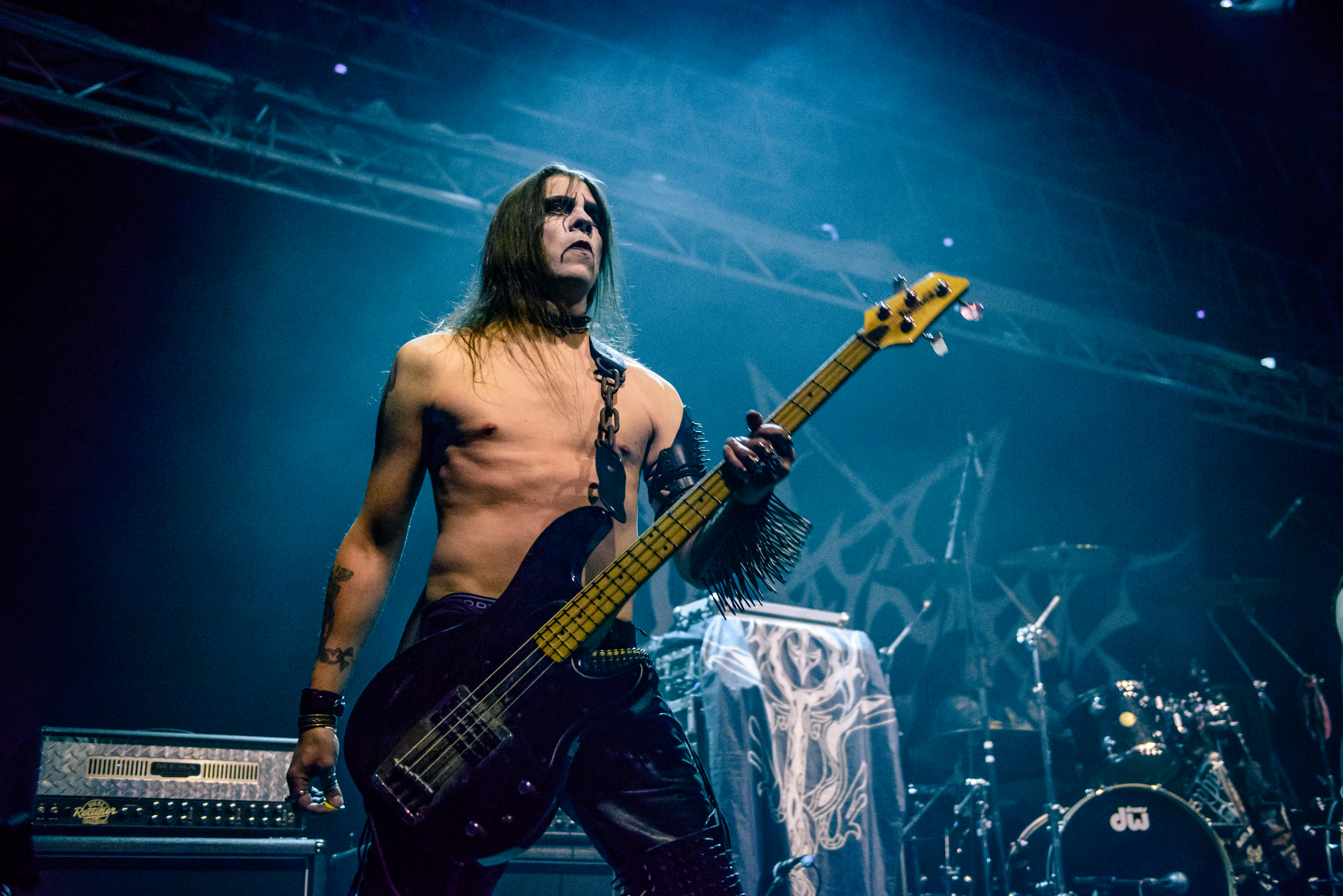
オーディン(B) 2016年

### 旧メンバー

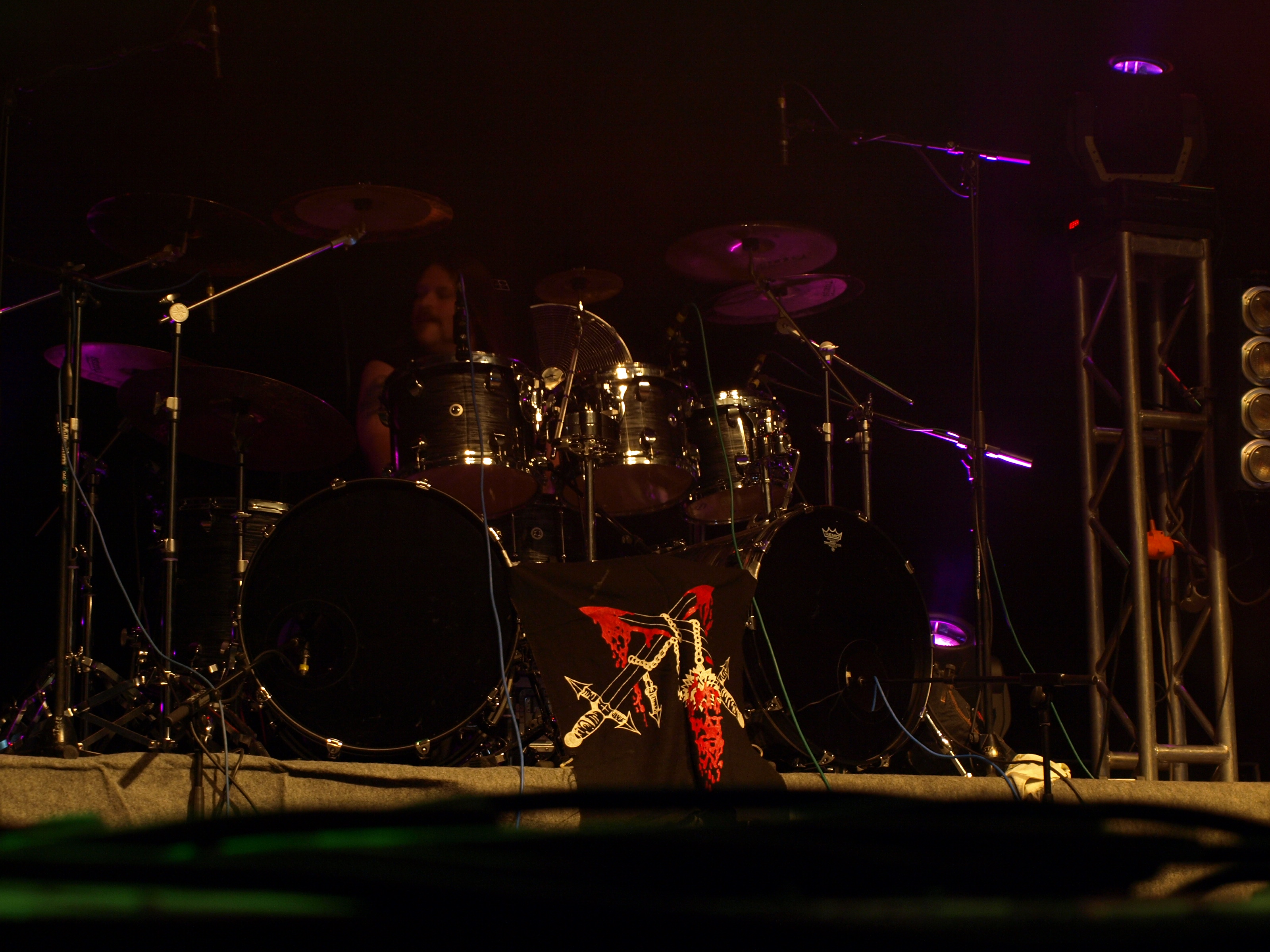
トーメンター(Ds) 2008年

- オカルト (Okkulto) - ボーカル (1992-2001)
- クリエイター・キャシー (Creator Cassie) - ベース、ボーカル (1988-1990)
- アレックス (Alex) - ドラムス (1988-1990)
- ルギ (Luggi) - ドラムス (1992-1994)
- トリム (Thorim) - ドラムス (1994-1996)
- トーメンター (Tormentor) - ドラムス (1997-2018)

ソドム、Asphyxでも活動。

## ディスコグラフィー

### アルバム
- A Touch of Medieval Darkness (1996)
- Hellfire's Dominion (1998)
- Tyrants of the Netherworld (2000)
- Divine Blasphemies (2002)
- Angelwhore (2005)
- Satan's Soldiers Syndicate (2007)
- The Arts of Destruction (2012)
- The Oath of an Iron Ritual (2016)

### ライヴアルバム
- Live in Serbian Hell (2003)

2002年のユーゴスラビア連邦共和国・ベオグラード（現：セルビア)でのライヴを収録。
- Live at the Party San Open Air (2003)

2003年のパーティ・サンでのライヴを収録。
- Brazilian Blitzkrieg Blasphemies (2004)

2003年のブラジル・サンパウロでのライヴを収録。
- Live in Bamberg (2014)

2013年のドイツ・バンベルクでのライヴを収録。

### シングル盤・EP盤
- Stormbringer (EP) (1997)
- Ride on for Revenge (Single) (1998)
- Souls of Infernity (EP) (2001)
- Infernal Voices (EP) (2006)
- Zombie Ritual/Devil's Sword (Single) (2010)

### コンピレーション盤
- Ten Years of Total Desaster (1999)
- 20 Years of Total Desaster (2009)
- As the Deadworld Calls (2016)

### スプリット盤
- Desaster/Ungod (1995)

アンゴッド (Ungod)とのスプリット盤。
- Desaster... in League with... Pentacle (2000)

ペンタクル (Pentacle)とのスプリット盤。
- Invaders of Wrath (2005)

アイアンフィスト (Ironfist)とのスプリット盤。
- Sabbatical Desasterminator (2005)

サバト(Sabbat)とのスプリット盤。
- Anniversarius (2009)

サバト (Sabbat)とのスプリット盤。
- Imperial Anthems No. 17 (2015)

ソウルバーン (Soulburn)とのスプリット盤。

### デモ
- The Fog of Avalon (1993)
- Lost in the Ages (1994)